# Тисабеч
Тисабеч (мађ. Tiszabecs) је град у жупанији Саболч-Сатмар-Берег, у региону Северне Велике равнице у источној Мађарској.

## Географија
Тисабеч покрива површину од 1.714 km2 (662 sq mi) и има популацију од 1.292 становника (2015).
Место се налази на источном ободу жупаније, поред границе са Украјином, на ободу равнице Сату Маре, на левој обали реке Тисе. Гранични је прелаз из Украјине на територију Мађарске на административној граници Тисе (на 744,5 км).

## Историја
У називу Тисабеч, члан беч је личног порекла, за који се као препознатљив знак везује име реке. Име села јавља се 1181. године приликом као граница прелаза поседа манастира. Помиње се као каструм 1364. године, што указује на постојање краљевског замка. Пошто се налазило на важном месту, властодршци су дуго инсистирали на томе, па је поклоњена породици Бечки тек 1368. Становници села су у средњем веку били Мађари.
Село је много страдало током ратних периода. Као први догађај који је утицао на село је Ракоцијев трансилвански поход, 14. јула 1703. године када су његове војске прелазиле реку Тису.
На првој војној топографској карти појављује се као Тиса Бече. Године 1864. поплава је уништила већи део села. Тада је Тиса Бече добила име по картама другог војног премера.

## Становништво
У 2011. години Тишабеч је и даље имао 1.031 становника, а почетком 2016. године број становника је порастао на 1.412. Међу разлозима за то је углавном кретање становништва са друге стране украјинско-мађарске границе.
Године 2001. 89% становништва насеља се изјаснило као Мађари, 11% Роми.
Током пописа из 2011. године, 94,7% становника се изјаснило као Мађари, 17,9% као Роми, а 1,4% као Украјинци (4,9% се није изјаснило; због двојног идентитета, укупан број може бити већи од 100%). Верска дистрибуција је била следећа: римокатолици 3%, реформисани 77,1%, гркокатолици 4,1%, лутерани 0,3%, неденоминациони 3,4% (7,3% није одговорило).